# Oscar Montañez
Oscar Montañez (Argentina), exfutbolista argentino. Jugaba de mediocampista en el Club de Gimnasia y Esgrima La Plata, en donde disputó 343 partidos marcando 16 goles. Es el tercer jugador con más presencias en la historia del Club de Gimnasia y Esgrima La Plata.

Oscar Eusebio Montañez (nació el 14 de agosto de 1912) jugó 387 partidos oficiales con la camiseta de Gimnasia entre 1932 y 1945 (fuente www.gelp.org).
Cochengo: Su hermano Cochengo, de fecha de nacimiento incierta, aseguran que era mejor jugador de Oscar, pero carecía de la contracción al esfuerzo deportivo del que disponía su hermano. Vivió hasta el final de sus días en Leandro N. Alem en una vieja casona ubicada en el predio del que era su canchero, y adonde jugó en su juventud, el Club M.D Irigoyen. 